# Portamozzo

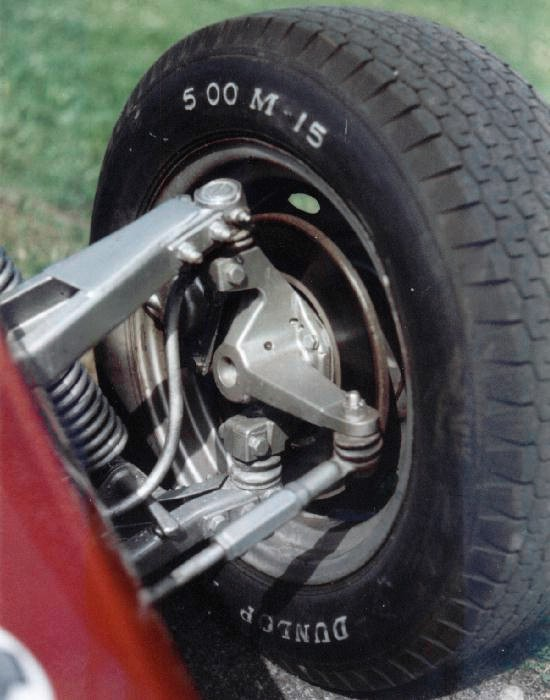
portamozzo ben visibile, sorretto da due triangoli e guidato da un'asta dello sterzo

In meccanica il portamozzo è quell'elemento che permette la giunzione tra il mozzo con la sospensione e lo sterzo o il telaio, a seconda della tipologia del mezzo e della sua applicazione.

## Uso e varianti

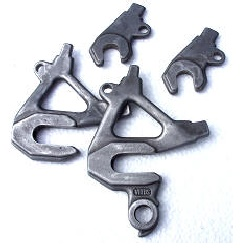
portamozzi integrati di una bicicletta (orizzontali e verticali) ricavati direttamente sul telaio, prima della composizione e saldatura del telaio

Quest'elemento è presente su qualsiasi mezzo, ma a non è sempre uguale, infatti può essere:
- Integrato, come nel caso tipico delle forcelle o forcelloni ciclistichi o motociclistici, il quale può essere sostituibile o ricavato direttamente
- Isolato, come nelle vetture di formula 1, automobili, camion e sulle forcelle a forcellone

Si differenzia per il tipo d'innesto, che può essere:
- Anulare, questo prevede che il mozzo debba essere infilato nel portamozzo
- Aperto, permette un accoppiamento rapido con il mozzo e la ruota
  - Orizzontale, presenta la possibilità di registrare la distanza del mozzo rispetto ad altro organo
  - Verticale, sistema più rapito per l'accoppiaggio con il mozzo, ma senza possibilità di regolazione